# Giornata mondiale della gioventù 1989
La IV Giornata mondiale della gioventù organizzata dalla Chiesa cattolica ha avuto luogo il 19 e 20 agosto 1989 a Santiago di Compostela, in Spagna. Si è trattata della prima edizione europea di questo evento bi-/tri-ennale, escludendo le due "edizioni zero" svolte a Roma nel 1984 e nel 1985, e della prima volta che l'incontro non sia avvenuto la Domenica delle Palme, ma in piena estate.

## Programmazione

### Il logo
Il logo scelto per la GMG di Santiago è formato da un cerchio azzurro contornato dalla scritta "Io sono la via, la verità e la vita". Il cerchio è attraversato da una striscia gialla tappezzata di conchiglie che termina, in alto a destra, con una stella. Quest'ultima è un riferimento alla leggenda riguardante la scoperta della tomba di san Giacomo; la scia gialla rappresenta simultaneamente la "coda" della stella cadente, sia le strade del Cammino di Santiago, mentre le conchiglie sono simbolo del pellegrino.

### L'inno
L'inno composto per la Giornata di Santiago si intitola "Somos los jovens del 2000".

## Svolgimento
Molti partecipanti alla GMG raggiunsero la sede dell'evento percorrendo a piedi centinaia di chilometri lungo il Cammino di Santiago – celebre via del pellegrinaggio medievale al santuario di San Giacomo.
Per la prima volta a Santiago furono organizzate le catechesi (che si svolsero nella giornata del 19 agosto), sui temi "Cristo è la Via", "Cristo è la Verità", "Cristo è la Vita", prendendo spunto dal versetto del Vangelo di Giovanni (Giovanni 14,6) scelto come tema per quella edizione. Tra i responsabili delle catechesi, Chiara Lubich (fondatrice del Movimento dei focolari), Carlo Maria Martini, don Massimo Camisasca, don Antonio Lanfranchi.
La veglia di chiusura, con la presenza di papa Giovanni Paolo II, si tenne al Monte do Gozo – collina situata a circa cinque chilometri dal centro della città. In quel luogo fu in seguito innalzato un monumento in memoria sia della visita papale, sia dell'arrivo in città di san Francesco d'Assisi, avvenuta nel XIII secolo.

## Santi Patroni
I principali patroni della GMG del 1989 sono stati:
| Immagine | Nome                    |
| -------- | ----------------------- |
|          | Salus populi romani     |
|          | Don Bosco               |
|          | San Giacomo il Maggiore |
|          | Santa Teresa d'Avila    |